# Folger Shakespeare Library Editions
Die Folger Shakespeare Library Editions ist der Name einer illustrierten und allgemeinverständlich kommentierten Reihe von Einzelausgaben der Werke Shakespeares. Sie wird im Auftrag der Folger Shakespeare Library von Barbara Mowat und Paul Werstine herausgegeben und erscheint im Verlag Simon & Schuster.

## Besonderheiten
Die Einzelausgaben enthalten eine Einleitung, in der auf die sprachlichen Besonderheiten des jeweiligen Werkes hingewiesen wird und die Text- und Aufführungsgeschichte kurz zusammengefasst werden. Die Ausgabe ist so gestaltet, dass sich auf jeweils gegenüberliegenden Seiten Kommentar (links) und Text (rechts) finden. Der Kommentar enthält eine Zusammenfassung der jeweiligen Szenen, zeilenbezogene Begriffserklärungen und zeitgenössische Illustrationen aus dem Bestand der Folger-Library. Im Anhang finden sich die editorischen Anmerkungen zu Textvarianten und Emendationen, ein wissenschaftlicher Kommentar (A Modern Perspective) und eine ausführlich erläuterte Bibliographie. Die Ausgabe wird durch ein breites online-Angebot unterstützt. Alle Dramen können als Folger Digital Texts heruntergeladen werden. Zu einem Teil der Werke gibt es Unterrichtsmaterialien.

## Bisher erschienene Werke
- A Midsummer Night's Dream, mit einem Kommentar von Catherine Belsey, ISBN 978-0-7434-7754-3.
- All's Well That Ends Well, mit einem Kommentar von David McCandless, ISBN 978-0-7434-8497-8.
- Antony and Cleopatra, mit einem Kommentar von Cynthia Marshall, ISBN 978-0-7434-8285-1.
- As You Like It, mit einem Kommentar von Susan Snyder, ISBN 978-0-7434-8486-2.
- The Comedy of Errors, mit einem Kommentar von Arthur F. Kinney, ISBN 978-0-7434-8488-6.
- Coriolanus, mit einem Kommentar von Susan Snyder, ISBN 978-0-671-72258-6.
- Cymbeline, mit einem Kommentar von Cynthia Marshall, ISBN 978-0-671-72259-3.
- Hamlet, mit einem Kommentar von Michael Neill, ISBN 978-0-7434-8278-3.
- King Henry IV, Part 1, mit einem Kommentar von Alexander Leggatt, ISBN 978-0-7434-8504-3.
- King Henry IV, Part 2, mit einem Kommentar von A.R. Braunmuller, ISBN 978-0-671-72267-8.
- King Henry V, mit einem Kommentar von Michael Neill, ISBN 978-0-7434-8487-9.
- King Henry VI, Part 1, mit einem Kommentar von Phyllis Rackin, ISBN 978-0-671-72266-1.
- King Henry VI, Part 2, mit einem Kommentar von Nina Levine, ISBN 978-0-671-72267-8.
- King Henry VI, Part 3, mit einem Kommentar von Nina Levine, ISBN 978-0-671-72268-5.
- King Henry VIII, mit einem Kommentar von Barbara A. Mowat, ISBN 978-0-7432-7330-5.
- Julius Caesar, mit einem Kommentar von Coppelia Kahn, ISBN 978-0-7434-8274-5.
- King John, mit einem Kommentar von T. Curren-Aquino, ISBN 978-0-7434-8498-5.
- King Lear, mit einem Kommentar von Susan Snyder, ISBN 978-0-7434-8276-9.
- Love’s Labour’s Lost, mit einem Kommentar von William C. Carroll, ISBN 978-0-7434-8492-3.
- Macbeth, mit einem Kommentar von William C. Carroll, ISBN 978-0-7434-7710-9.
- Measure for Measure, mit einem Kommentar von Christy Desmet, ISBN 978-0-7434-8490-9.
- The Merchant of Venice, mit einem Kommentar von Alexander Leggatt, ISBN 978-0-7434-7756-7.
- The Merry Wives of Windsor, mit einem Kommentar von Natasha Korda, ISBN 978-0-671-72278-4.
- Much Ado About Nothing, mit einem Kommentar von Gail Kern Paster, ISBN 978-0-7434-8275-2.
- Othello, mit einem Kommentar von Susan Snyder, ISBN 978-0-7434-7755-0.
- Pericles, mit einem Kommentar von Margaret Jane Kidnie, ISBN 978-0-7432-7329-9.
- King Richard II, mit einem Kommentar von Phyllis Rackin, ISBN 978-0-7434-8491-6.
- King Richard III, mit einem Kommentar von Phyllis Rackin, ISBN 978-0-7434-8284-4.
- Romeo and Juliet, mit einem Kommentar von Gail Kern Paster, ISBN 978-1-4516-2170-9.
- Shakespeare's Sonnets, mit einem Kommentar von Lynne Magnusson, ISBN 978-0-671-72287-6.
- Shakespeare's Sonnets and Poems, mit einem Kommentar von Lynne Magnusson and Catherine Belsey, ISBN 978-0-7432-7328-2.
- The Taming of the Shrew, mit einem Kommentar von Karen Newman, ISBN 978-0-7434-7757-4.
- The Tempest, mit einem Kommentar von Barbara A. Mowat, ISBN 978-0-7434-8283-7.
- The Two Gentlemen of Verona, mit einem Kommentar von Jeffrey Masten, ISBN 978-0-671-72295-1.
- The Two Noble Kinsmen, mit einem Kommentar von Dieter Mehl, ISBN 978-0-671-72296-8.
- The Winter's Tale, mit einem Kommentar von Stephen Orgel, ISBN 978-0-7434-8489-3.
- Timon of Athens, mit einem Kommentar von Coppélia Kahn, ISBN 978-0-671-47955-8.
- Titus Andronicus, mit einem Kommentar von Alexander Leggatt, ISBN 978-0-671-72292-0.
- Troilus and Cressida, mit einem Kommentar von Jonathan Gil Harris, ISBN 978-0-7432-7331-2.
- Twelfth Night, mit einem Kommentar von Catherine Belsey, ISBN 978-0-7434-8496-1.